# Helmen Kütt

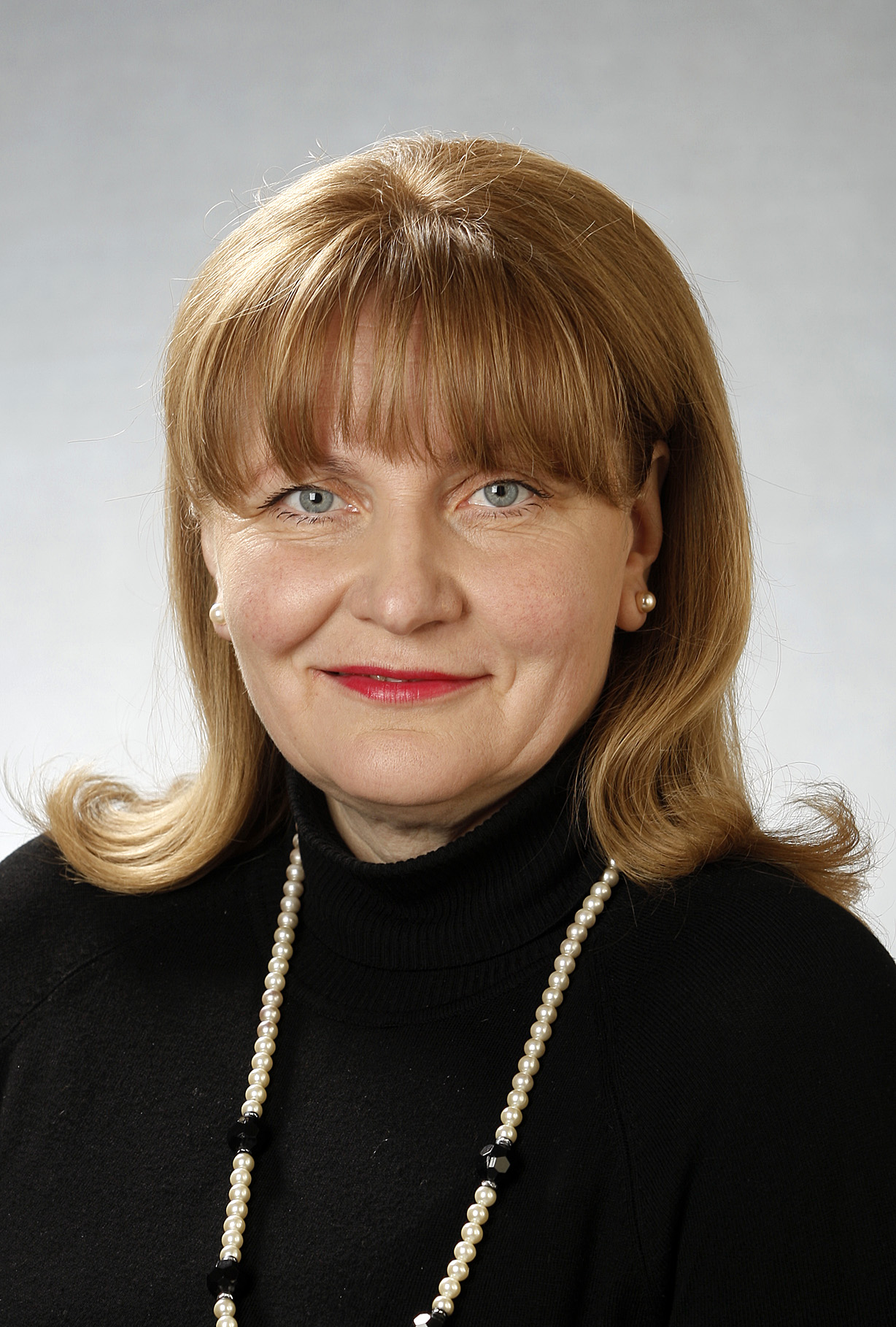
Helmen Kütt (2011)

Helmen Kütt (* 28. Juli 1961 in Viljandi, Estnische SSR) ist eine estnische Politikerin. Sie gehört der Sozialdemokratischen Partei Estlands (SDE) an. Von März 2014 bis April 2015 war Kütt Sozialministerin der Republik Estland.

## Frühe Jahre
Helmen Kütt schloss 1979 die Mittelschule in Suure-Jaani ab und studierte danach bis 1984 an der Kulturakademie Viljandi.
Sie war zunächst von 1979 bis 1981 beim Telefonamt des Rajons Viljandi tätig. Von 1981 bis 1992 war Kütt als Typistin und Büroleiterin eines mechanisierten Baubetriebs in Viljandi beschäftigt. 1992/93 war sie Sekretärin des Estnischen Roten Kreuzes.

## Politikerin
Von 1993 bis 2011 war Kütt auf verschiedenen Posten bei der Stadtverwaltung von Viljandi tätig, unter anderem als Sozialarbeiterin, stellvertretende Oberbürgermeisterin (2001–2005) und Leiterin des Sozialamts. An der Pädagogischen Universität Tallinn legte sie 2003 ihr Magisterexamen im Fach Sozialarbeit ab.
1999 und 2007 kandidierte sie vergeblich für das estnische Parlament (Riigikogu). Von 2006 bis 2010 war Kütt Mitglied der Estnischen Volksunion (Eestimaa Rahvaliit). 2011 trat sie in die Sozialdemokratische Partei Estlands (SDE) ein.
Von 2011 bis 2014 war Helmen Kütt für die SDE Abgeordnete im Riigikogu. Am 26. März 2014 trat sie als Sozialministerin in die sozialliberale Koalitionsregierung von Ministerpräsident Taavi Rõivas ein. Sie hatte das Amt bis zum 9. April 2015 inne. Nach dem Ausscheiden aus dem Kabinett ging sie als Abgeordnete ins estnische Parlament zurück.

## Privatleben
Helmen Kütt ist verheiratet. Sie hat eine Tochter und einen Sohn. Kütt war lange Jahre in der diakonischen Arbeit der Estnischen Evangelisch-Lutherischen Kirche (EELK) engagiert.